# Enkimdu
Enkimdu est le dieu mésopotamien lié à l'agriculture. Il est parfois assimilé à trois divinités liées elles aussi à l'irrigation, Ennugi[réf. souhaitée], Enbilulu et surtout Ishkur, le dieu de l'Orage. 

## Récits Mythologiques

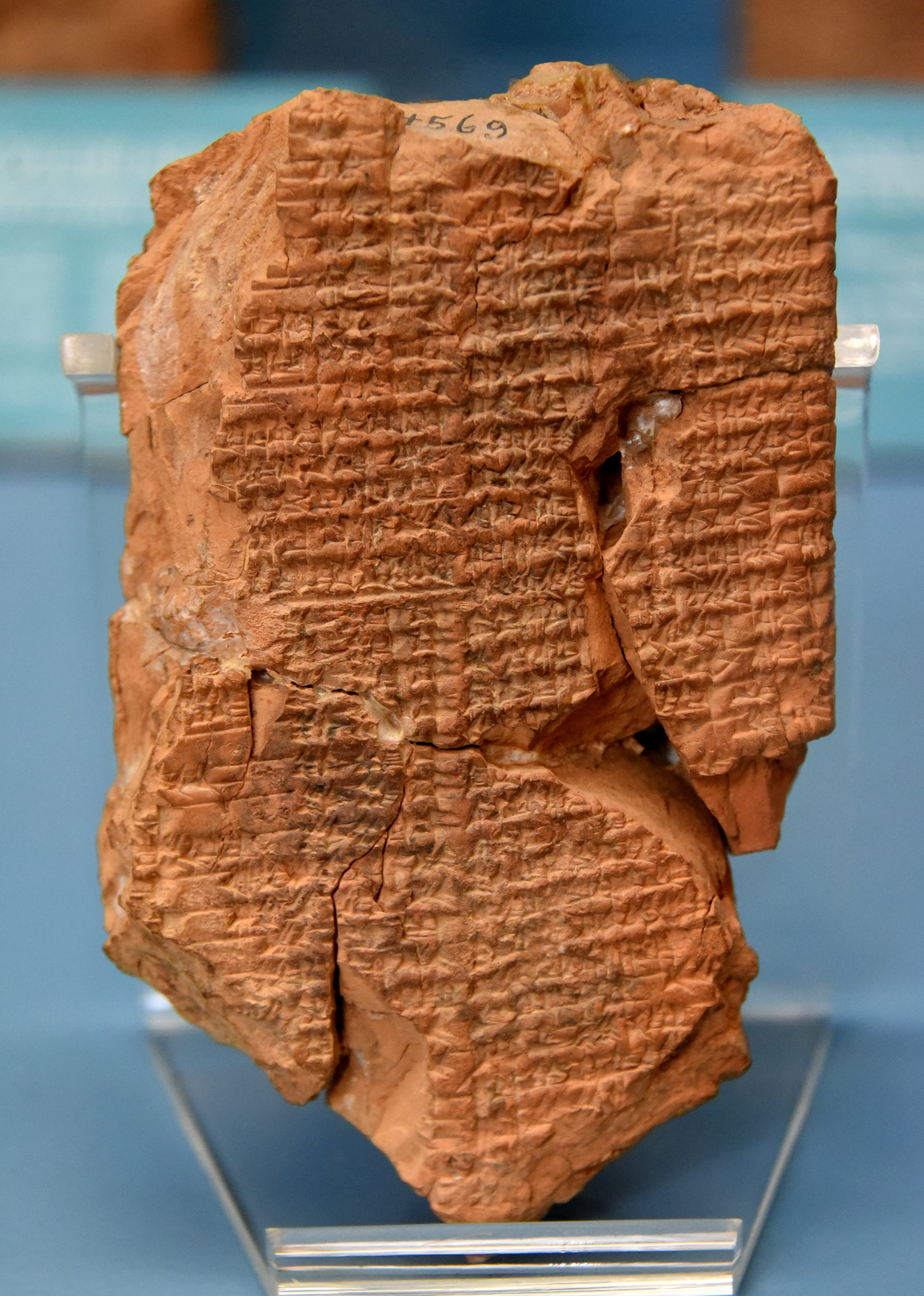
Tablette décrivant en sumérien l'épisode où Enkimdu et Dumuzi essayent de gagner la main de la déesse Inanna. Nippur, (Musée archéologique d'Istanbul, Turquie)

Enkimdu est avant tout connu par le mythe sumérien intitulé Le mariage d'Inanna, dans lequel il est opposé au dieu Dumuzi, dieu des pasteurs. Les deux se disputent le cœur de la déesse Inanna, qui finit par choisir Dumuzi.
Le laboureur sur moi [Dumuzi], le laboureur sur moi, en quoi l'emporte-t-il ?

Enkimdu, l'homme des canaux, des digues et des sillons,

sur moi, ce laboureur, en quoi l'emporte-t-il ?
— Le mariage d'Inanna - Période d'Isin-Larsa(XVIIIe siècle av. J.-C.)

D'aucun voient, à travers Enkimdu, un personnage à l'humeur conciliante. Alors que Dumuzi agit en conquérant le cœur d'Inanna à grand coups d'éclat (les vers ci-dessus en sont l'illustration), le personnage d'Enkimdu est plus pacifiste. En bon garçon, il cherche la paix et l'amitié. Il refuse de se battre avec le berger. Il met ses pâturages et son eau à disposition de celui-ci pour qu'il puisse nourrir ses bêtes. Le berger invite Enkimdu à ses noces et le fermier apporte à la jeune mariée un présent issu de sa production des champs. 
"Moi avec toi, berger, moi avec toi, berger, moi avec toi, pourquoi rivaliserais-je?

Certes, tu as fait manger l’herbe du sol humide à tes moutons,

tu as fait brouter tes moutons parmi mes épis,

tu leur a fait manger de l’orge dans le splendide champ (d’)Uruk, certes,

tu as  fait  boire  à  tes  chevreaux  et  à  tes  agneaux  de  l’eau  dans  mon Iturungal, …"
— Dumuzi et Enkimdu
Dans l'Enuma Elish, son nom est l'un des cinquante attribués à Marduk. Comme ce dernier, Enkimdu semble être considéré comme un fils du dieu Enki.  Dans une des listes des dieux AN = Anum (Seconde tablette lignes 249 et 250) Enkimdu est nommé le fermier de Nammu.

## Cultes et célébrations
Pendant le IIIe millénaire av. J.-C., il se peut qu'un culte à Enkimdu ait été célébré à Umma. Ce n'est, cependant, qu'une hypothèse fondée sur un texte trouvé à Umma qui énumère des offrandes ovines aux dieux de la ville. Parmi ces dieux, se trouve Enkimdu.
Le nom d'Enkimdu (« l'homme des canaux et des digues ») apparaît également dans un texte fort lacunaire chanté lors du festival de Gusisu à Nippur. Ce festival semble célébrer le retour aux champs après la saison morte. Il se déroule tous les ans du vingtième au vingt-deuxième jour du deuxième mois durant le  IIIe millénaire av. J.-C.. Dans ce texte Enkimdu énumère au roi les diverses tâches qu'il va exécuter : préparer la terre à être ensemencée, amener les animaux de trait et réparer les outils agraires et les irrigations.